# باشگاه ورزشی گایس
باشگاه ورزشی گایس یا Göteborgs Atlet-och Idrottssällskap  (به معنای انجمن دو و میدانی و ورزش گوتنبرگ)، که معمولاً به عنوان گایس شناخته می شود، یک باشگاه فوتبال سوئدی مستقر در گوتنبرگ است. این باشگاه وابسته به انجمن فوتبال گوتبورگ، یکی از ۲۴ سازمان منطقه ای اتحادیه فوتبال سوئد، است و بازی های خانگی خود را در ورزشگاه گاملا اولوی انجام می دهد. طرفداران همچنین به دلیل رنگ های سنتی پیراهن، این باشگاه را با نام های Grönsvart (سبز-سیاه) یا Makrillarna (ماهی خال‌خالی) می شناسند.